# 猪名県
猪名県（いなのあがた）は古墳時代のヤマト王権の時代に現在の吹田市から尼崎市までの北摂地方に置かれた県（アガタ）の一つ。

## 概要
この猪名県が日本の歴史文献に登場するのは奈良時代に成立したとみられる日本の史書『日本書紀』である。日本書紀には、「仁徳天皇の頃に『佐伯部』（さえきべ）といわれる猪名県で形成され、近畿に属したヤマト王権の軍隊が仁徳天皇へ馬を召し上げた」と書かれており、古来から猪名県はヤマト王権と密接な関係にあったとみられている。また、当時朝鮮半島から日本へ渡来してきた帰化人もいたと伝わる。
この猪名県を支配していたのが、現在の大阪府箕面市石丸に存在する為那都比古神社の豪族であった「為那都比古一族」（いなつひこ）で、飛鳥時代に起こった中大兄皇子・中臣鎌子らが蘇我氏を滅ぼし（乙巳の変）、それに伴う改革である「大化の改新」以前に現在の北摂を支配していた小国家が成立していたとみられ、その後ヤマト王権の県主となった以後の3世紀から5世紀にかけて県が成立したとみられている。

## 猪名県主
猪名県を支配した為那都比古一族は猪名県成立以後も支配を続け、末裔が県主となっていた。だが猪名県の県主は一切資料が現存おらず、詳細は分かっていない。